# نظام إعادة تدوير الطعام
نظام إعادة تدوير الطعام، هي طريقة للتخفيف من خسارة الطعام. بات وجود نظام فعال لإعادة تدوير الطعام ضروري لتخزين الغذاء من أجل تحضير للكوارث والاحتياط منها، ومنع الأمراض التي تنتقل عن طريق الأغذية (الأمراض الغذائية) والتحكم في التكاليف التجارية (المادية) للمطبخ. عندما تستخدم بطريقة صحيحة، فإن طريقة تدوير الطعام لأول مرة في البداية تضمن توفير الطعام الآمن والتخلص من بقايا الطعام الفاسدة.
إلى جانب وحدات تخزين الأطعمة المستخدمة في إعادة تدوير الطعام، توجد أنظمة أخرى بنفس الفكرة. هذه الأنظمة موجودة بشكل خاص في صناعات الأغذية والمشروبات مثل المطاعم والمقاهي والمخابز، إلخ. حيث يتم إنتاج الطعام أو إزالته من عبوته الأصلية ووضعه في حاويات أخرى. من أجل الحفاظ على صحة معايير سلامة الأغذية مع نظام التدوير، تستخدم بطاقات أو علامات لاصقة لتتبع التاريخ الذي تم به إعادة تغليفها أو نقلها، بالإضافة إلى التاريخ الذي يجب استخدامها فيه. تعمل العلامات على تركيز انتباه الأشخاص عليها، حتى يكونوا على دراية بحفظ الطعام كلما أمكن ذلك.
و يجب مراعاة العديد من العوامل عند استخدام هذه العلامات اللاصقة في نظام تدوير؛ مثل نوع المادة التي يتكون منها وحجمها وشكلها والتدريب الذي ينطوي عليه بالإضافة إلى المعلومات التي قد تتضمنها العلامة. توفر العلامات مساعدة بصرية في مساعدة الموظفين والمديرين على تدوير الحاويات والحفاظ على منتج عالي الجودة بأقل قدر من النفايات و البقايا. هذا لا يفيد المستهلك فقط، ولكن أصحابه كذلك.
و تساعد أنظمة تدوير الطعام المؤسسات على العمل بسلاسة وكفاءة أكبر، وهو مقياس يجب السعي إلى تحقيقه. كما يتم استيفاء معايير أخرى، مثل قانون الغذاء الذي أقرته  إدارة الغذاء والدواء (FDA) عند تنفيذ نظام تدوير الأغذية. هذا النظام، إذا تم تنفيذه  بشكل صحيح وصيانته بانتظام ( الحفاظ عليه وعلى تحقيقه )، يمكن أن يستخلص المعلومات (على سبيل المثال، مدة التخزين)، التي قد تكون مفيدة في منع مسببات الأمراض التي تنتقل عن طريق الأغذية من النمو وتسَبُب المرض.
وفائدة ذلك، إلى جانب اتباع اللوائح المنصوص عليها من قبل إدارة الأغذية والعقاقير، أنها تساعد على تنظيم المخزون. وإذا تم استخدام التسلسل أو التتابع الذي يتم استلام العناصر به بنفس الطريقة، فسيؤدي ذلك إلى تقليل التكلفة على المالكين. و هذه التكلفة يمكن استخدامها بصورة أخري في تجديد البضائع والحفاظ على عمل تجاري قوي. وأخيرًا، يتيح نظام تدوير الطعام للشركات بناء سُمعتها والثقة فيما تبيعه لعملائها يوميًا.